# 모루도서관
모루도서관은 강원특별자치도 강릉시에 있는 도서관이다.

## 연혁
- 2009년 6월 22일 개관.
- 2010년 5월 1일 통합도서관회원이용증 발급.
- 2010년 9월 29일 전국도서관운영평가 우수도서관 선정 국무총리상 수상.

## 시설 현황
- 4층: 열람실, 영상미디어센터
- 3층: 전자도서관, 하슬라강당, 사무실
- 2층: 종합자료실, 문학자료실, 강릉문학작가작품관, 영어도서관, 강의실
- 1층: 어린이도서관, 문화의집
- 지하: 식당, 매점
- 별관: 별밤열람실

## 이용 안내
이용 시간
- 자료실: 09:00~22:00
- 본관열람실: 07:00~22:00
- 별밤열람실: 07:00~23:00

휴관일
- 매주 월요일
- 일요일을 제외한 국가공휴일
- 설 연휴 및 추석 연휴